# Canadair
Canadair Ltd.  je bil kanadski proizvajalec civilnih in vojaških letal. Podjetje je bilo ustanovljeno leta 1944 v kraju Saint-Laurent v bližini Montreala. Od leta 1986 je Canadair del korporacije Bombardier Aerospace. 

## Produkti
| Model           | Ime                            | Tip                           | Posadka  | Število potnikov | Datum                           | Opombe                                                                              |
| --------------- | ------------------------------ | ----------------------------- | -------- | ---------------- | ------------------------------- | ----------------------------------------------------------------------------------- |
| CL-1            | Canadair CL-1                  | Leteči čoln                   |          |                  |                                 | Licenčo grajeni Consolidated PBY Catalina                                           |
| C-4 & C-5       | North Star                     | Tovorno/potniško letalo       | 2 oali 3 | 52               | Prvi let: 1946                  | Licenčno grajeni Douglas DC-4                                                       |
| CL-13           | Sabre                          | Lovsko letalo                 | 1        | 0                | Prvi let: 1950                  | Licenčno grajeni North American F-86 Sabre                                          |
| CL-28           | Argus                          | Mornariško patruljno letalo   | Do 15*   |                  | Prvi let: 1957                  | Verzija britanskega Bristol Britannia                                               |
| CL-30           | Shooting Star                  | Šolsko vojaško letalo         | 1 ali 2  | 0                | Prvi let: 1952                  | Licenčno grajeni Lockheed T-33 Shooting Star                                        |
| CL-41 CL-41G-5  | Tutor Tebuan                   | Šolsko vojaško letalo         | 2        | 0                | Prvi let: 1962                  |                                                                                     |
| CL-43           |                                | Dvomotorno konceptno letali   |          |                  |                                 | [ 2 ]                                                                               |
| CL-44           | the Forty-Four CC-106 Yukon    | Vojaško transportno letalo    | 9        | 134              |                                 |                                                                                     |
| CL-45           |                                | Protipodmorniški helikopter   |          |                  | 1954                            | Ni bil zgrajen                                                                      |
| CL-52           |                                | Bombnik                       |          |                  | 1956                            | [ 3 ]                                                                               |
| CL-60           |                                | Trenažer/transportno letalo   | 1 / 2    | 3 / 12           | 1952                            | Program preklican leta 1953                                                         |
| CL-61           | RAT (Remote Articulated Track) | Lahko oklepno vozilo          |          |                  | 1959                            | Prototip za CL-70                                                                   |
| CL-66           | Cosmopolitan                   | Potniško letalo               | 2        | 52               | Prvi let: 1959                  | Modificiran Convair CV-540                                                          |
| CL-70           | RAT (Remote Articulated Track) | Lahko oklepno vozilo          |          |                  | 1959                            | Prototip za CL-91 Dynatrac                                                          |
| CL-84           | Dynavert                       | V/STOL Eksperimentalno letalo | 2        | Do 15 vojakov    | Prvi let: 1965                  |                                                                                     |
| CL-89 & CL-289  |                                | Brezpilotno letalo            | 0        | 0                | Prvi let: 1964                  |                                                                                     |
| CL-90           | Starfighter                    | Jurišnik/trenažer             | 1 ali 2  | 0                | Prvi let: 1961                  | Licenčno grajeni Lockheed F-104 Starfighter                                         |
| CL-91           | Dynatrac                       | Lahko oklepno vozilo          |          |                  | 1960eta                         |                                                                                     |
| CL-204          |                                | Vodni bombnik                 |          |                  | 1962                            | Zasnovan na podlagi CL-43 in Canadair CL-1 Canso, kasneje vplival na večjega CL-215 |
| CL-212          |                                | Hoverkraft                    |          |                  | 1964-1967                       |                                                                                     |
| CL-215          |                                | Vodni bombnik                 | 2        | Do 18 potnikov   | Prvi let: 1967 First del'y:1969 |                                                                                     |
| CL-219          | CF-5 (CF-116 Freedom Fighter)  | Lovsko letalo                 | 1 ali 2  | 0                | Prvi let: 1968                  | Licenčno grajeni Northrop F-5 Freedom Fighter                                       |
| CL-227          | Sentinel                       | Brezpilotno letalo            | 0        | 0                | Prvi let: 1980                  |                                                                                     |
| CL-415          |                                | Vodni bombnik                 | 2        | 8                | Prvi let: 1993                  |                                                                                     |
| CC-144          | Challenger                     | Poslovno letalo               | 2        | 8 do 19          | Prvi let: 1980                  |                                                                                     |
| Bombardier CRJ  |                                | Regionalno potniško letalo    | 2*       | 50-90            | Prvi let: 1980s                 |                                                                                     |
| Bombardier BRJX |                                | Transportno/poslovno letalo   | 2*       | 80-120           |                                 |                                                                                     |